# Delphine Réau
Delphine Jeanine Annie Racinet (ur. 19 września 1973 w Melun) – francuska strzelczyni sportowa, wicemistrzyni z Sydney (2000) oraz brązowa medalistka olimpijska z Londynu w konkurencji trap kobiet.